# Montbarrois
Montbarrois település Franciaországban, Loiret megyében. Lakosainak száma 297 fő (2022. január 1.). Montbarrois Beaune-la-Rolande, Boiscommun, Saint-Loup-des-Vignes és Saint-Michel községekkel határos.

## Népesség
A település népességének változása:
| Lakosok száma | 218  | 198  | 233  | 250  | 286  | 305  | 311  | 305  | 302  | 297  |
|               | 1968 | 1982 | 1990 | 2006 | 2013 | 2015 | 2017 | 2019 | 2020 | 2022 |